# Anneaux de Rhéa

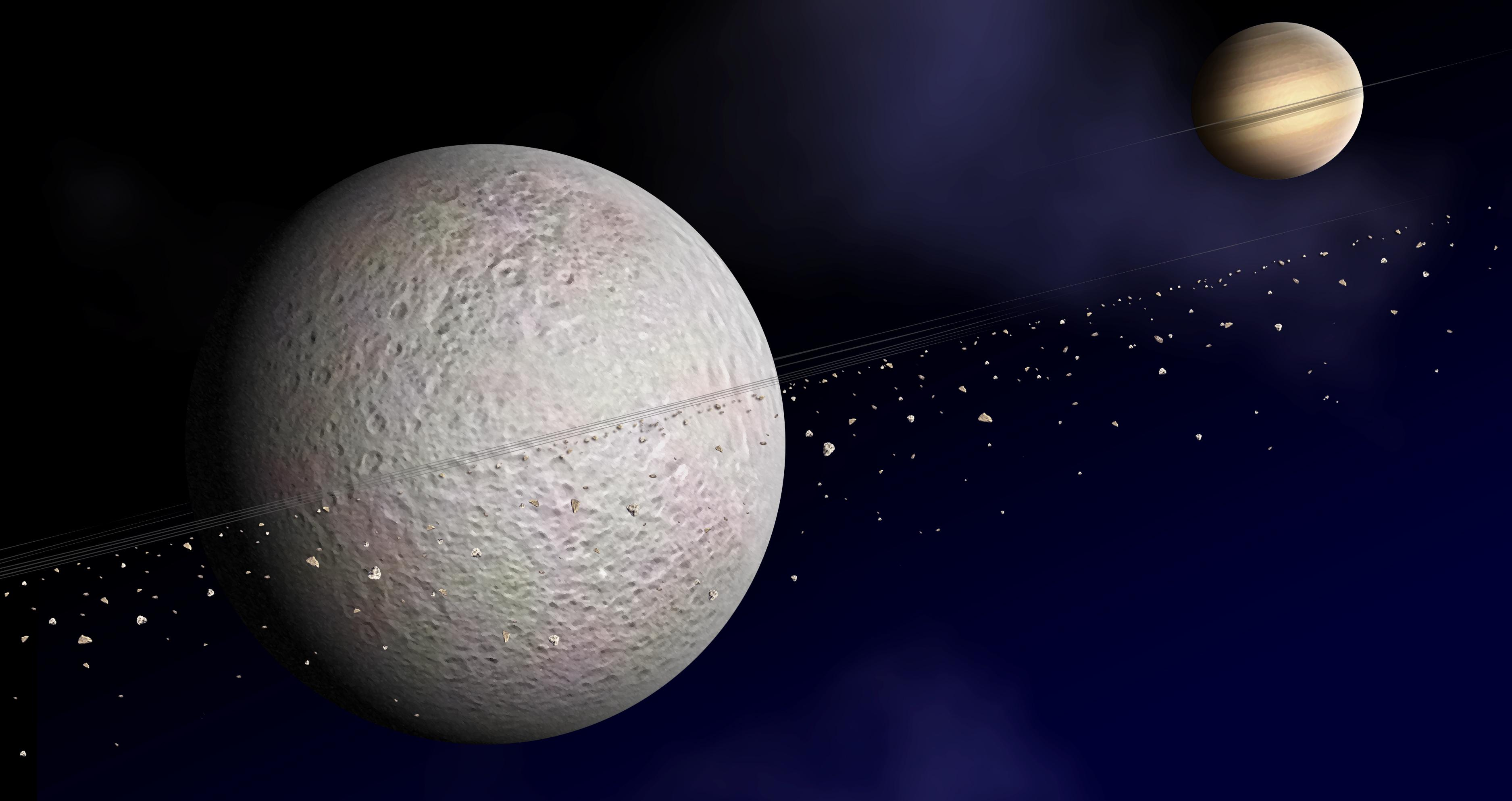
Vue d'artiste des anneaux de Rhéa. La densité de particules a été volontairement exagérée.

Rhéa, un des satellites naturels de Saturne, posséderait un fin système d'anneaux constitué de trois bandes étroites et relativement denses à l'intérieur d'un disque de particules. Ce seraient les premiers anneaux découverts autour d'un satellite naturel. La découverte potentielle a été annoncée dans la revue Science le 6 mars 2008.

## Découverte
Le 6 mars 2008, Geraint H. Jones et al. annoncent que la sonde Cassini a rapporté des données selon lesquelles un disque de matière serait en orbite autour de Rhéa. L'existence des anneaux a été déduite de la modification du flux d'électrons piégés par le champ magnétique de Saturne lorsque Cassini est passée à proximité de Rhéa,. Les poussières et débris semblent s'étendre à l'extérieur de la sphère de Hill de Rhéa, mais sont plus denses près de la lune et contiendraient trois fins anneaux d'une densité encore plus élevée.
Toutefois, lors d'une campagne d'observations sous plusieurs angles par la sonde Cassini, aucune trace de ces anneaux n'a pu être observée, ce qui indique qu'une autre explication doit être trouvée pour expliquer le phénomène.